# Tectum

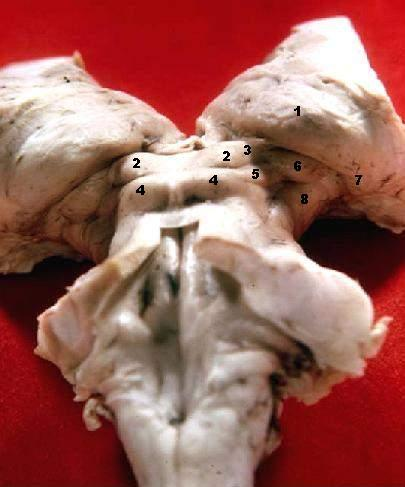
Lidské tectum je redukované do podoby čtverohrbolí: zrakové hrboly jsou pod číslem 2, sluchové hrboly pod číslem 4

Tectum (z lat., „střecha“) je důležitá a obvykle také dobře patrná struktura na zesíleném stropě dorzální (zadní) části středního mozku obratlovců. Je složen především z tzv. optického tecta (u savců tzv. colliculus superior) a z torus semicircularis (u savců se označuje jako colliculus inferior). Obě části tecta vytváří párové hrbolkovité útvary, které přiléhají na tegmentum. U paprskoploutvých ryb k těmto dvěma částem můžeme připočítat ještě tzv. torus longitudinalis.

## Funkce
Funkce tecta převážně spočívá v dešifrování informací. Tyto informace do mozku přichází z ostatních smyslových orgánů. Do optického tecta, jak název napovídá, přichází informace ze zrakových a somatosenzorických orgánů. Do torus semicircularis přichází zase informace ze sluchových orgánů, ale také např. z postranní čáry. Konkrétně zřejmě tectum umožňuje pohyby hlavy za zdrojem zvuku nebo za nějakým pohyblivým objektem - například pohybující se kořistí. Do tecta nicméně mohou přicházet rovněž nervové dráhy z míchy, z čichového orgánu (přes mezimozek), z mozečku a podobně.
U některých obratlovců jsou hrboly optického tecta a torus semicircularis poměrně velké a vytváří výrazné vybouleniny (zrakové laloky, lobi optici) na stěně středního mozku. V některých případech do nich vstupuje dokonce dutina centrálního kanálku a vytváří vlastní tectální mozkovou komoru. U savců, včetně např. člověka, došlo naopak k silné redukci tecta a colliculus superior a colliculus inferior vytváří společně tzv. čtverohrbolí. To už má poněkud omezené schopnosti, ačkoliv zrakové hrboly stále ovládají některé zrakové reflexy a sluchové hrboly mohou dosáhnout i velkých rozměrů jako důležitá převodní centra.